# Stará Bystrica
Stará Bystrica és un poble i municipi d'Eslovàquia que es troba a la regió de Žilina, al centre-nord del país.

## Demografia
| Godina             | 1994 | 2004   | 2014   | 2024   |
| ------------------ | ---- | ------ | ------ | ------ |
| Nombre de persones | 2616 | 2679   | 2740   | 2817   |
| Diferència         |      | +2,40% | +2,27% | +2,81% |

| Godina             | 2023 | 2024   |
| ------------------ | ---- | ------ |
| Nombre de persones | 2814 | 2817   |
| Diferència         |      | +0,10% |